# Малка бяла чапла
Малката бяла чапла (Egretta garzetta) е птица от семейство Чаплови.Среща се в Африка, централна Америка и защитена местност  „Злато поле" България.

## Физически характеристики
Дължина на тялото: 55–65 cm; Размах на крилете: 88–106 cm. Изцяло бяла птица. Може да се сгреши с голямата бяла чапла. Основните различия са по-малкият размер, тъмният клюн и крака с жълти стъпала, които обаче не се виждат, когато птицата е кацнала във водата.

## Начин на живот и хранене
Хранят се с насекоми, земноводни, ракообразни и влечуги. Улавят плячката си в плитки води, често с разперени крила и пристъпвайки с крака, за да подплашат малките рибки. Могат също така да стоят на едно място изчаквайки в засада плячката си. Най-често лети с активен гребен полет и по-рядко – чрез планиране. Летателният ѝ апарат е с по-малка пластичност, в сравнение с други видове чапли с нейната големина.